# Kanton Montfort-sur-Meu
Kanton Montfort-sur-Meu (francouzsky Canton de Montfort-sur-Meu) je francouzský kanton v departementu Ille-et-Vilaine v regionu Bretaň. Tvoří ho 11 obcí.

## Obce kantonu
- Bédée
- Breteil
- La Chapelle-Thouarault
- Clayes
- Iffendic
- Montfort-sur-Meu
- La Nouaye
- Pleumeleuc
- Saint-Gonlay
- Talensac
- Le Verger